# Johann Heinrich von Thünen

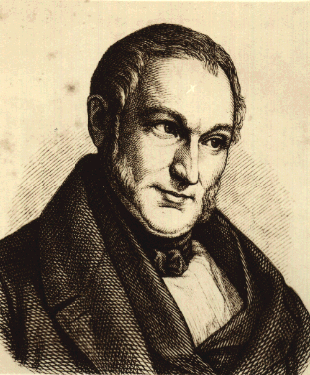

Johann Heinrich von Thünen (Canarienhausen (bij Waddewarden), 24 juni 1783 - Tellow (in Warnkenhagen), 22 september 1850) was een Duits econoom.

## Leven en werk
Von Thünen studeerde landbouwwetenschap en wiskunde in Celle en Göttingen. Daarna vestigde hij zich op het landgoed Tellow in Warnkenhagen in de buurt van Rostock. 

Baanbrekend was zijn wiskundige benadering van economische kwesties, gecombineerd met empirische toetsing van zijn modellen. Hij bood systematische verklaringen voor de hoogte der lonen, rente en pachten en de verdeling van het nationale inkomen.

Zijn bestudering van het landbouwprobleem vormde de aanleiding voor inzichten in de economie. Deze beschreef hij in zijn driedelige werk Der isolierte Staat in Beziehung auf Landwirtschaft und Nationalökonomie : oder Untersuchungen über den Einfluss, den Getreidepreise, der Reichtum des Bodens und die Abgaben auf den Ackerbau ausüben, meestal afgekort tot Der isolierte Staat (1826-1863). Daarin stelt Von Thünen zich bij wijze van model een zeer grote stad voor, die niet over water te bereiken is en die aan alle kanten omgeven is door even vruchtbare grond. In het model komt tot uitdrukking dat landbouwgrond duurder is, naarmate die dichter bij een stad ligt. Von Thünen beschrijft dat de prijs van producten niet alleen door de grondprijs maar tevens door de transportkosten bepaald wordt. Ook legt hij een verband tussen het toenemen van de arbeidsproductiviteit en de stijging van het loon. En hij introduceert de marginale productiviteitstheorie met zijn "zuletzt angelegten Kapitalteilchen" (laatst geïnvesteerde kapitaaldeeltje). Zijn modellen legden de basis voor de theorie van marginale productiviteit (zie Grensnutschool), ook wel grensproductiviteit.

## Betekenis
Von Thünen wordt dikwijls tot de klassieke economie gerekend. Volgens Joseph Schumpeter was hij evenwel zijn tijd ver vooruit. Hij wordt dan ook gezien als een voorloper van de marginalisten. Ook geldt hij als een van de grondleggers van de econometrie.

## Geraadpleegde bronnen
- Dit artikel of een eerdere versie ervan is een (gedeeltelijke) vertaling van het artikel Johann_Heinrich_von_Thünen op de Duitstalige Wikipedia, dat onder de licentie Creative Commons Naamsvermelding/Gelijk delen valt. Zie de bewerkingsgeschiedenis aldaar.
- Dit artikel of een eerdere versie ervan is een (gedeeltelijke) vertaling van het artikel Johann_Heinrich_von_Thünen op de Engelstalige Wikipedia, dat onder de licentie Creative Commons Naamsvermelding/Gelijk delen valt. Zie de bewerkingsgeschiedenis aldaar.

- Bibsys: 90316645
- Bibliothèque nationale de France: cb123936784 (data)
- CiNii: DA02263893
- Gemeinsame Normdatei: 118622366
- International Standard Name Identifier: 0000 0001 1203 6754
- Library of Congress Control Number: n85127362
- Nationale Bibliotheek van Letland: 000251555
- Bibliotheek van het Japanse parlement: 00476070
- Nationale Bibliotheek van Tsjechië: mzk2004231291
- Nationale bibliotheek van Australië: 35526525
- Nationale Bibliotheek van Israël: 987007273940405171
- Nationale Bibliotheek van Polen: a0000002624112
- Nederlandse Thesaurus van Auteursnamen: 070660735
- Réseau des bibliothèques de Suisse occidentale: 02-A000162075
- Système universitaire de documentation: 067032567
- Trove: 984943
- Virtual International Authority File: 94496
- WorldCat: E39PBJvxqh3RQXPhgRY4htVXBP